# Erich Krauß (Sportfunktionär)
Erich Krauß (* 11. September 1940 in Hannover; † Dezember 2020) war ein deutscher Sportfunktionär. Er war Vorstandsmitglied des Deutschen Wanderverbandes. Von Ende 1982 bis zu seiner Auflösung 1990 war er Präsident des Deutschen Verbandes für Wandern, Bergsteigen und Orientierungslauf (DWBO) der DDR.

## Leben
Erich Krauß ist Diplomsportlehrer und Diplomgesellschaftswissenschaftler. Er wurde promoviert und war Direktor der Zentralschule des DTSB der DDR „Artur Becker“ in Bad Blankenburg.
Dem Deutschen Turn- und Sportbund trat Erich Krauß im Jahre 1954 mit 14 Jahren bei. Dem DWBO gehörte er von 1960 bis zur Auflösung 1990 an. Während seines Hochschulstudiums an der DHfK nahm einer an einer Spezialausbildung im Fachbereich Touristik teil. In jener Zeit war er als Orientierungsläufer und Sportkletterer in seiner Freizeit aktiv.
Ab 1970 war er Mitglied im Präsidium des DWBO, 1974 wurde er zum Vizepräsidenten ernannt. 1978 legte er diese Funktion aufgrund seines Studiums und beruflicher Veränderungen nieder und schied aus dem Präsidium aus.
1981 wurde er Mitglied des Bundesvorstandes des DTSB. Nach dem Ausscheiden von Rolf Schille wurde er am 16. Oktober 1982 in das Präsidium des DWBO der DDR kooptiert und gleichzeitig zum Präsidenten gewählt.
Er war Mitglied des SED und der Betriebssportgemeinschaft (BSG) Chemie Schwarza.
Nach der Auslösung des DWBO 1990 gehörte er zu den Mitbegründern des Thüringer Gebirgs- und Wanderverein e. V., dessen Ehrenpräsident er später wurde. Später wurde Erich Krauß als Beisitzer Vorstandsmitglied des Deutschen Wanderverbandes.

## Schriften (Auswahl)
- Erich Krauß, Helmut Witticke: Saalestauseen. Entdeckungen rund um das Thüringer Meer. Grünes Herz, Ilmenau/Ostseebad Wustrow, 2007, ISBN 978-3-935621-43-4.
- Erich Krauß, Helmut Witticke: Panoramaweg Schwarzatal. Grünes Herz, Ilmenau/Ostseebad Wustrow, 2010, ISBN 978-3-86636-131-7.
- Gerhard Zimmer, Aeno Beck, Erich Krauß: Thüringer Wald:  Ein Wanderführer. Grünes Herz, Ilmenau, 3. Auflage, 2015, ISBN 978-3-86636-155-3.